# Dreamcar
I Dreamcar sono un gruppo musicale new wave statunitense formatosi nel 2016.

## Storia
Il gruppo si forma nel 2016, ai membri dei No Doubt Tony Kanal, Adrian Young e Tom Dumont si aggiunge il cantante degli AFI Davey Havok. Lo stile musicale è fortemente ispirato dagli anni 1980 e ha poco in comune con le band di provenienza dei componenti. Ad aprile 2017 partono per il loro tour d'esordio esibendosi anche al Coachella Valley Music and Arts Festival. A maggio vengono pubblicati l'omonimo album d'esordio e il primo singolo Kill for Candy.

## Formazione
- Davey Havok – voce (2016-presente)
- Tony Kanal – basso (2016-presente)
- Adrian Young – batteria (2016-presente)
- Tom Dumont – chitarra (2016-presente)

## Discografia

### Album studio
- 2017 – Dreamcar

### Singoli
- 2017 – Kill for Candy
- 2017 – All of the Dead Girls